# チェコ・コルナ
チェコ・コルナ（捷: koruna česká）はチェコ共和国で利用される通貨単位。ISO 4217コードはCZK。チェコ国内ではKčと表記される。英語圏ではクラウン（crown）とも表記される。補助通貨は Haléř（ハレル/ハレシ）で、1コルナは100ハレルになる。

## 概要
1989年のビロード革命により社会主義体制が終焉し、翌1990年には国名もチェコスロバキア社会主義共和国からチェコおよびスロバキア連邦共和国と変わった後も、通貨は社会主義時代のチェコスロバキア・コルナが使われ続けていた。
しかし、1993年1月のビロード離婚により、チェコとスロバキアは連邦を解消し分離したため、急いで両国の独立した通貨が発行されることになった。これが現在のチェコ・コルナである。この時に発行された1993年シリーズ紙幣の一部は外国で印刷された。

## 貨幣
現在市中で流通している紙幣には 100、200、500、1000、2000、5000コルナがある。硬貨には1、2、5、10、20、50 コルナがある。硬貨の材質は、1、2、5コルナがニッケルメッキ鋼鉄、10コルナが銅メッキ鋼鉄、20コルナが黄銅メッキ鋼鉄、50コルナが外側銅メッキ鋼鉄・内側黄銅メッキ鋼鉄のバイメタル貨である。
この他に20、50コルナ紙幣と10，20、50ハレル硬貨（アルミニウム製）もあったが、現在は市中での流通が停止されており、また、チェコ共和国が分離したときに発行された1993年シリーズも市中での流通が停止されている。市中では1994年以降のシリーズの紙幣とコルナ単位の硬貨しか使用できない。1993年のシリーズは図柄が1994年以降のものとほとんど同じであるため注意が必要である。
ただし、市中での流通が停止されている通貨も廃止はされていないため、一部の銀行での旧紙幣から新紙幣への交換やハレル硬貨がコルナ単位にまとまった場合のコルナ硬貨への交換は可能である。

### 硬貨
| 現行硬貨一覧 | 現行硬貨一覧 | 現行硬貨一覧 | 現行硬貨一覧 | 現行硬貨一覧 | 現行硬貨一覧                        | 現行硬貨一覧           | 現行硬貨一覧                                    |
| 画像         | 額面         | 直径         | 形状         | 重量         | 材質                                | デザイン               | デザイン                                        |
| 画像         | 額面         | 直径         | 形状         | 重量         | 材質                                | 表                     | 裏                                              |
| ------------ | ------------ | ------------ | ------------ | ------------ | ----------------------------------- | ---------------------- | ----------------------------------------------- |
|              | 1コルナ      | 20mm         | 丸           | 3.6g         | ニッケルめっき鋼                    | チェコの国章のライオン | 額面、聖ヴァーツラフの王冠                      |
|              | 2コルナ      | 21.5mm       | 十一角形     | 3.7g         | ニッケルめっき鋼                    | チェコの国章のライオン | 額面、モラヴィア王国時代の装飾されたボタン      |
|              | 5コルナ      | 23mm         | 丸           | 4.8g         | ニッケルめっき鋼                    | チェコの国章のライオン | 額面、カレル橋とヴルタヴァ川                    |
|              | 10コルナ     | 24.5mm       | 丸           | 7.62g        | 銅めっき鋼                          | チェコの国章のライオン | 額面、聖ペトロと聖パウロ大聖堂                  |
|              | 20コルナ     | 26mm         | 十三角形     | 8.43g        | 黄銅めっき鋼                        | チェコの国章のライオン | 額面、ヴァーツラフ広場とヴァーツラフ1世の騎馬像 |
|              | 50コルナ     | 27.5mm       | バイメタル貨 | 9.7g         | 外周：銅めっき鋼 内周：黄銅めっき鋼 | チェコの国章のライオン | プラハの街並み                                  |

### 紙幣
| 現行紙幣一覧 | 現行紙幣一覧 | 現行紙幣一覧 | 現行紙幣一覧 | 現行紙幣一覧               | 現行紙幣一覧                 | 現行紙幣一覧                                           |
| 画像         | 画像         | 額面         | サイズ       | 主な配色                   | デザイン                     | デザイン                                               |
| 表           | 裏           | 額面         | サイズ       | 主な配色                   | 表                           | 裏                                                     |
| ------------ | ------------ | ------------ | ------------ | -------------------------- | ---------------------------- | ------------------------------------------------------ |
|              |              | 100コルナ    | 140 x 69 mm  | 緑、ピンク                 | カール4世                    | プラハ・カレル大学紋章                                 |
|              |              | 200コルナ    | 146 x 69 mm  | ブラウン、オレンジ         | ヨハネス・アモス・コメニウス | 世界図絵                                               |
|              |              | 500コルナ    | 152 x 69 mm  | ブラウン、ピンク           | ボジェナ・ニェムツォヴァー   | ボジェナ・ニェムツォヴァーの著書全ての女性主人公の象徴 |
|              |              | 1,000コルナ  | 158 x 74 mm  | バイオレット               | フランティシェク・パラツキー | 鷲とクロムニェジーシュ城                               |
|              |              | 2,000コルナ  | 164 x 74 mm  | 緑                         | エミー・デスティン           | エウテルペーとバイオリン                               |
|              |              | 5,000コルナ  | 170 x 74 mm  | ダークブルー、バイオレット | トマーシュ・マサリク         | 聖ヴィート大聖堂                                       |